# Ned Sawyer
Daniel Edward Sawyer, detto Ned (Pine Island, 20 giugno 1882 – Clarendon Hills, 5 luglio 1937), è stato un golfista statunitense.

## Carriera
Sawyer partecipò ai Giochi olimpici di Saint Louis 1904, dove vinse una medaglia d'oro nel torneo a squadre. Nella stessa Olimpiade, prese parte al torneo individuale, in cui fu sconfitto ai quarti di finale da Burt McKinnie.
Nel 1906 vinse i Western Amateur mentre l'anno prima arrivò secondo agli United States Amateur Championship.

## Palmarès
In carriera ha conseguito i seguenti risultati:
- Giochi olimpici

St. Louis 1904: una medaglia d'oro nel torneo a squadre.